# Liber de similitudinibus et exemplis
El Liber de similitudinibus et exemplis (conegut també sota el nom de Tabula exemplorum) és un recull de refranys en llengua llatina de la primera meitat del segle xiii, disposats en ordre alfabètic segons temes, començant per accidia (la mandra), i acabant amb la Xristi ascensio (l'ascensió de Crist). L'obra s'atribueix generalment a Anselm de Canterbury, atès que la majoria dels refranys provenen de la seva obra. Tot i que també ha estat esmentat com a presumpte autor el biògraf d'Anselm, Eadmer. Alguns dels manuscrits del Liber de similitudinis tenen il·lustracions. Un dels primers manuscrits supervivents amb imatges és el Ms. Cleopatra C. XI, de la British Library, escrit entre 1200 i 1220.